# 沌口长江大桥
沌口长江大桥，又称“沌口长江公路大桥”，原名“黄家湖长江大桥”，是位于中国湖北省武汉市的一座公路斜拉桥，跨越长江，连接北岸的蔡甸区徐家堡和南岸的洪山区青菱街道，是武汉四环线的重要组成部分和控制工程之一，距上游的军山长江大桥9.2公里，距下游的白沙洲长江大桥7公里。桥梁部分全长5.296公里，主桥结构为五跨一联双塔双索钢箱梁斜拉桥，主跨760米，桥宽46米，建成后将成为武汉市的第九座长江大桥。大桥项目由中国交通建设集团所属的中交投资有限公司联合体（中交投资有限公司、中交第二航务工程局、中交第二公路勘察设计研究院）采用BOT+EPC模式（投资、设计、施工、运营一体化）建设，投资概算为52.25亿元人民币，建设工期4年。大桥于2014年10月8日正式开工建设，2017年12月28日通车。

## 线路走向
项目起自武汉经济技术开发区徐家堡互通，与武汉四环线西段和已通车的  武监高速衔接，向东跨越长江，经洪山区青菱街道，止于江夏区龚家铺互通，衔接拟建的武汉四环线南段和已通车的  青郑高速，全长8.583公里，其中，长江大桥长5.296公里，两岸接线长3.287公里。全线设桥梁3座（含长江大桥），通道3处，服务区1处。

## 设计
大桥项目全线按双向八车道高速公路标准建设，设计速度100公里/小时，采用公路一级标准设计。主桥长3,208米，结构为五跨一联双塔双索钢箱梁斜拉桥，主跨760米，桥宽46米；引桥长2,088米。主塔高233.7米，分为52节段。

## 进程
- 2013年12月24日，大桥项目通过国家发改委核准，批准开工建设[4]。
- 2014年4月16日，大桥初步设计获交通运输部批复[5]。
- 2014年10月8日，大桥正式开工建设[6]。
- 2016年11月8日，大桥主塔封顶[10]。
- 2017年6月16日，大桥正式合龙[11]。
- 2017年12月28日，大桥通车[12]。